# Sega (Siaia)
Sega é uma cidade do Quênia situada na antiga província de Nianza, no condado de Siaia. De acordo com o censo de 2019, havia 4 179 habitantes.